# Franz von Soxhlet
Franz rytíř von Soxhlet (13. ledna 1848, Brno – 5. května 1926, Mnichov) byl zemědělský chemik. Je znám zejména jako vynálezce chemického přístroje - extraktoru, který po něm nese jméno (Soxhletův extraktor) a propagátor sterilizace mléka.

## Život a vzdělání
Soxhlet se narodil v moravském Brně jako syn belgického imigranta a přádelnického továrníka. Studia zemědělské chemie však již strávil na Univerzitě v Lipsku, kde roku 1872 promoval prací o chemii mléka. Následně se stal vědeckým asistentem na zemědělské výzkumné stanici ve Vídni. Od r. 1879 byl už profesorem na Technické vysoké škole v Mnichově a kromě toho působil dlouhodobě jako ředitel Centrální zemědělské výzkumné stanice pro Bavorsko (do roku 1913). Mezitím si ještě na Univerzitě v Halle udělal doktorát z medicíny (1894). Oblastí jeho vědeckého zájmu se stala biochemie a sterilizace mléka.

## Dílo
V 70. letech 19. století zveřejnil Soxhlet své výzkumy z biochemie mléka, másla a mléčných tuků (lipidů). Z těchto výzkumů vznikl i jeho extraktor (1879), nazývaný dodnes Soxhletovým, pomocí kterého bylo možno určit obsah tuků (lipidů) v suchých potravinách.

Schéma Soxhletova extraktoru

V roce 1881 pak vyvinul přístroj pro přímé určení obsahu tuku v mléce. V 80. a 90. letech se zabýval ještě chemickým složením margarínu, zkoumal mléčný cukr a obsah kyselin v mléce (tzv. SH Wert = Soxhlet-Henkel Wert). V roce 1886 zkonstruoval přístroj pro sterilizaci mléka pro kojence. Předpokládal, že jeho metoda zbaví mléko zcela choroboplodných zárodků, což se později neukázalo zcela pravdou.
Přesto je F. von Soxhlet pokládán za pionýra sterilizace (pasterizace) mléka. Byl také prvním vědcem, který v mléce prokázal proteiny kasein, albumin, globulin a laktoprotein a mléčný cukr laktózu. V roce 1893 se zabýval rozdíly mezi kravským a mateřským mlékem. Od přelomu století studoval vliv solí vápníku na výskyt metabolické poruchy - rachitidy. V posledních pracích pak zkoumal vliv rozdílného obsahu železa v mateřském a kravském mléce na vznik chudokrevnosti u dětí.
Von Soxhlet se také pokoušel o zachování odborné nezávislosti zemědělských výzkumných stanic. Je znám svým veřejným zásahem proti řediteli darmstadtské ZVS Paulu Wagnerovi, kterého obvinil z falšování výsledků analýzy ve prospěch výrobce fosfátového hnojiva.[zdroj⁠?!]